# پیسبا
پیسبا (انگلیسی: Pisba) یک منطقهٔ مسکونی در کلمبیا است.